# Deutsche Schiff- und Maschinenbau
La Deutsche Schiff- und Maschinenbau Aktiengesellschaft (en abrégé DeSchiMAG) est une compagnie créé pour gérer la coopération de huit chantiers navals allemands entre 1926 et 1945.
La principale entreprise de l'ensemble était le chantier naval AG Weser à Brême.